# موتور أسا بامري
موتور أسا بامري (بالإنجليزية: Mowtowr-e Asa Bamri)‏ هي منطقة سكنية تقع في سيستان وبلوتشستان في إيران.